# FIFA-Welttorhüter des Jahres
Der FIFA-Welttorhüter des Jahres (original The Best - FIFA-Welttorhüter) ist eine Auszeichnung, die jährlich durch den Weltverband FIFA an den besten Fußballtorhüter verliehen wird. Sie wird seit 2017 vergeben und ist Teil der The Best FIFA Football Awards. Die Wahl der FIFA ist neben dem bereits seit 1987 existierenden IFFHS-Welttorhüter des Jahres und der seit 2019 vergebenen Jaschin-Trophäe von France Football die dritte Auszeichnung für den „Welttorhüter des Jahres“.
Seit 2019 wird auch die FIFA-Welttorhüterin des Jahres ausgezeichnet. Nach der IFFHS-Welttorhüterin des Jahres ist dies der zweite Preis für die Welttorhüterin des Jahres.

## Wahlmodus
Der Auszeichnung liegen die Leistungen und das Verhalten der Spieler auf und neben dem Platz zu Grunde. Aus einer Liste von Nominierten wählt ein Expertengremium, das sich aus ehemaligen Torhütern und Stürmern zusammensetzt, den Gewinner aus.

## Preisträger

### Männer

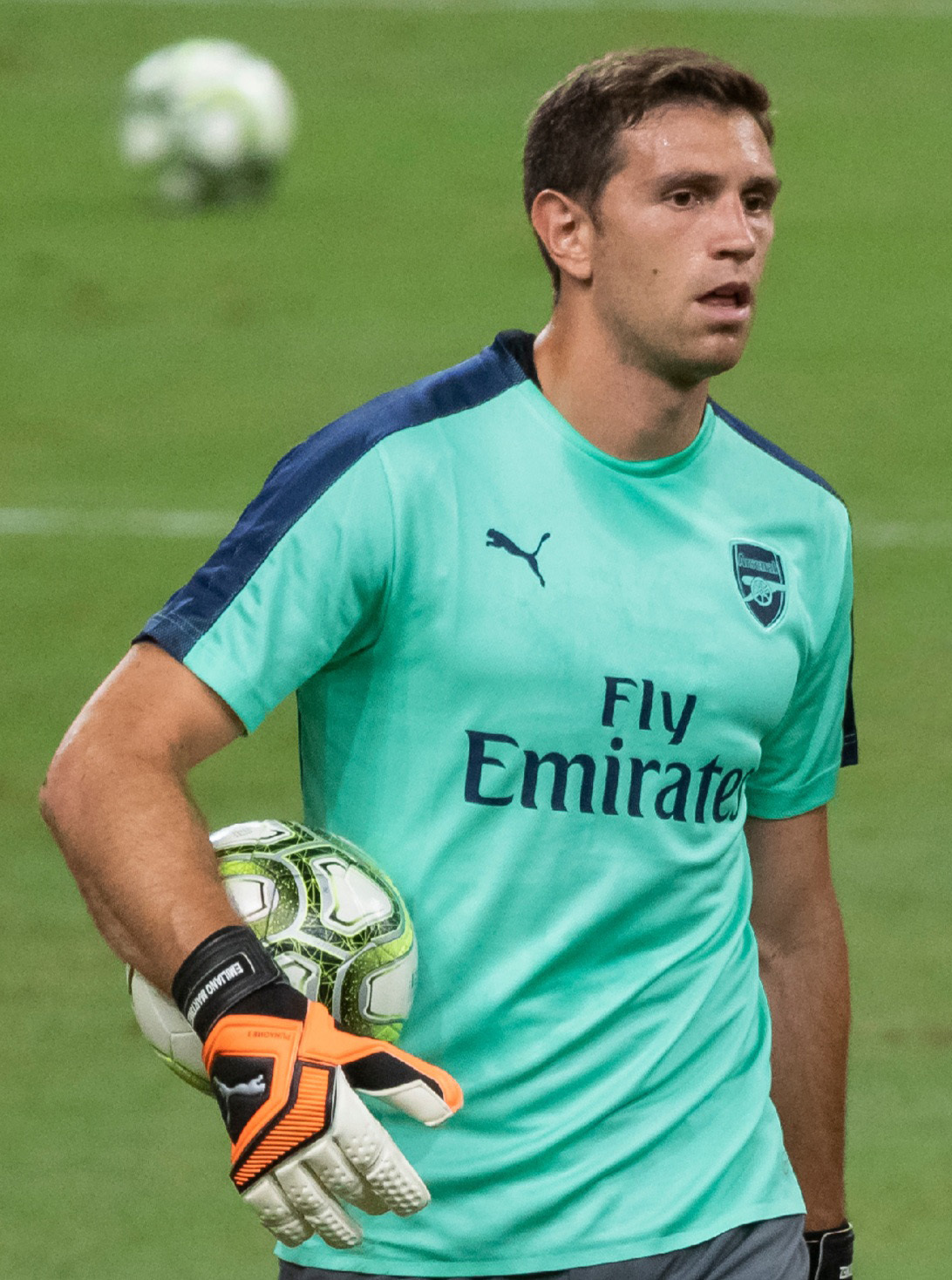
Der Rekordgewinner Emiliano Martínez wurde als Einziger mehrfach ausgezeichnet (2022, 2024)

- Verein: Verein, für den der ausgezeichnete Torhüter aktiv war. Wenn ein Torhüter während des Kalenderjahres den Verein gewechselt hat, wird der abgebende Verein an erster Position genannt.
- Kandidaten: Torhüter, die auf den nächsten beiden Rängen folgten
- Grün markierte Torhüter wurden im selben Jahr als IFFHS-Welttorhüter des Jahres (seit 1987) ausgezeichnet
- Gelb markierte Torhüter erhielten im selben Jahr von France Football die Jaschin-Trophäe für den Welttorhüter (seit 2019)

| Jahr | Spieler               | Verein            | Zweiter               | Dritter           |
| ---- | --------------------- | ----------------- | --------------------- | ----------------- |
| 2017 | Gianluigi Buffon      | Juventus Turin    | Manuel Neuer          | Keylor Navas      |
| 2018 | Thibaut Courtois      | Real Madrid       | Hugo Lloris           | Kasper Schmeichel |
| 2019 | Alisson               | FC Liverpool      | Marc-André ter Stegen | Ederson           |
| 2020 | Manuel Neuer          | FC Bayern München | Alisson               | Jan Oblak         |
| 2021 | Édouard Mendy         | FC Chelsea        | Gianluigi Donnarumma  | Manuel Neuer      |
| 2022 | Emiliano Martínez     | Aston Villa       | Bono                  | Thibaut Courtois  |
| 2023 | Ederson               | Manchester City   | Thibaut Courtois      | Bono              |
| 2024 | Emiliano Martínez (2) | Aston Villa (2)   | Ederson               | Unai Simón        |

### Frauen

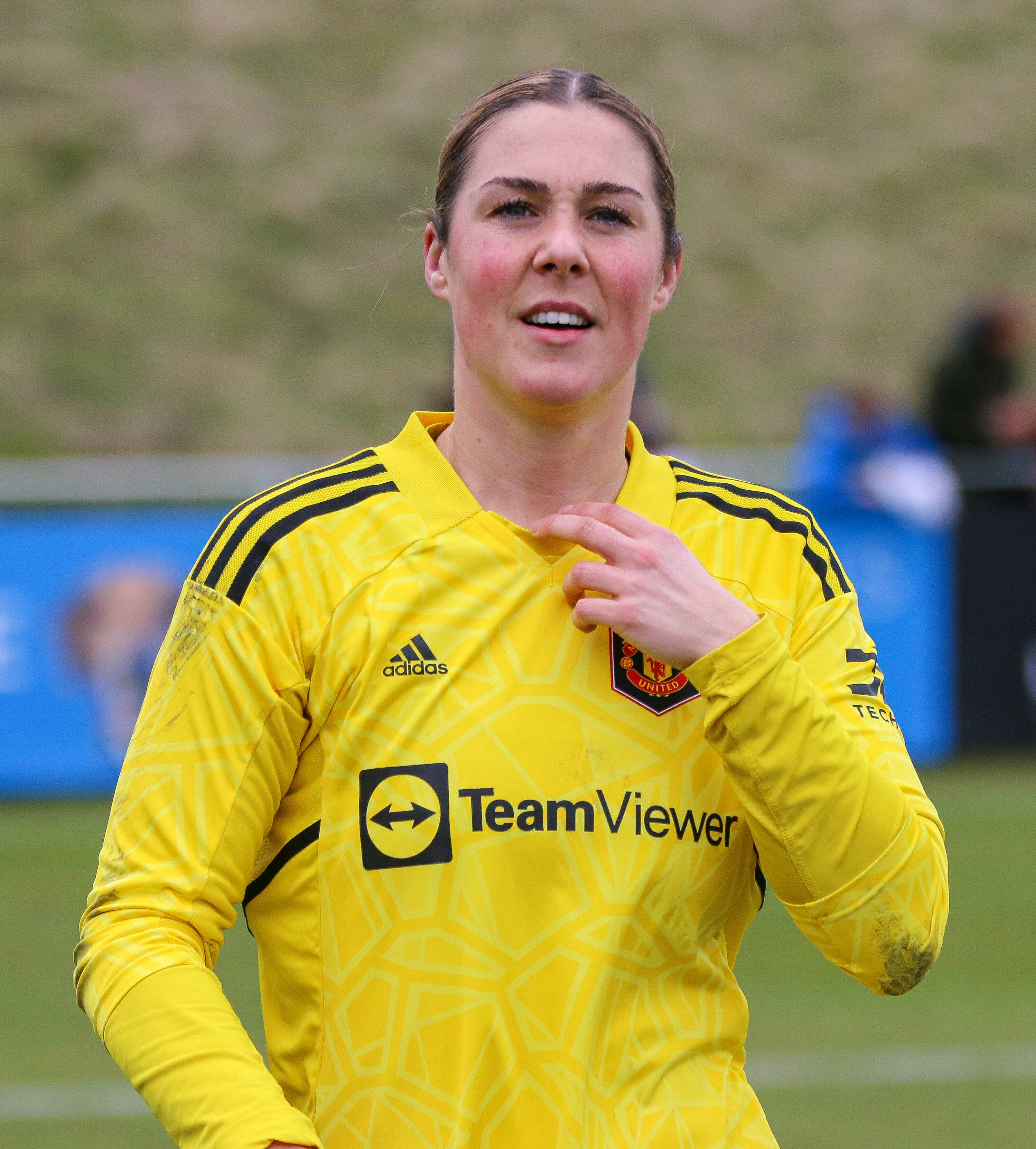
Auch bei den Frauen wurde die Rekordgewinnerin Mary Earps als Einzige mehrfach ausgezeichnet (2022, 2023)

- Verein: Verein, für den die ausgezeichnete Torhüterin aktiv war. Wenn eine Torhüterin während des Kalenderjahres den Verein gewechselt hat, wird der abgebende Verein an erster Position genannt.
- Kandidatinnen: Torhüterinnen, die auf den nächsten beiden Rängen folgten
- Grün markierte Spielerinnen wurden im selben Jahr als IFFHS-Welttorhüterin des Jahres (seit 2012) ausgezeichnet.

| Jahr | Spielerin           | Verein                               | Zweite            | Dritte            |
| ---- | ------------------- | ------------------------------------ | ----------------- | ----------------- |
| 2019 | Sari van Veenendaal | FC Arsenal / Atlético Madrid         | Christiane Endler | Hedvig Lindahl    |
| 2020 | Sarah Bouhaddi      | Olympique Lyon                       | Christiane Endler | Alyssa Naeher     |
| 2021 | Christiane Endler   | Paris Saint-Germain / Olympique Lyon | Stephanie Labbé   | Ann-Katrin Berger |
| 2022 | Mary Earps          | Manchester United                    | Christiane Endler | Ann-Katrin Berger |
| 2023 | Mary Earps (2)      | Manchester United                    | Mackenzie Arnold  | Cata Coll         |
| 2024 | Alyssa Naeher       | Chicago Red Stars                    | Cata Coll         | Mary Earps        |